# Michelangelo Alessandro Colli-Marchi
Pour l’article homonyme, voir Louis Léonard Antoine de Colli-Ricci.
Michelangelo Allessandro Colli-Marchi, né en 1738 à Vigevano et mort le 22 décembre 1808 à Florence, est un officier italien, général de l'armée impériale du Saint-Empire, qui commanda pendant trois ans l'armée du royaume de Sardaigne à la tête de laquelle il combattit Napoléon Bonaparte lors de la campagne d'Italie de 1796.

## Biographie

### Début de carrière
Né en Lombardie en 1738, Colli s'engage dans l'armée impériale du Saint-Empire comme officier d'infanterie en 1756. Au cours de la guerre de Sept Ans, il prend part à la bataille de Prague en 1757 et à la bataille de Torgau en 1760 où il est blessé. Il est fait Freiherr en 1764. Pendant la guerre de Succession de Bavière, il dirige comme major un bataillon d'infanterie et est fait colonel en 1779. Il prend part à la guerre russo-turque de 1787-1792, combat à Osijek et Belgrade où il est à nouveau blessé, est promu major-général en décembre 1788 et commande la forteresse de Josefstadt (en) en 1789.
Colli est un homme mince, de taille moyenne, aux yeux bleus. Ces contemporains le décrivent comme courageux, intelligent et calme sous le feu, devant parfois être porté sur une civière à cause des séquelles de ses blessures de guerre.

### En Italie
En 1793, le gouvernement impérial transfère Colli dans l'armée sarde et le promeut feld-maréchal-lieutenant en décembre. Il commande ainsi l'armée du royaume jusqu'en 1796. Il combat à Saorge le 12 juin 1793 et de nouveau le 24 avril 1794. En novembre 1795, il prend part à la bataille de Loano, qui ouvre les portes de l'Italie aux armées françaises. Durant la campagne, les relations entre les alliés Impériaux et sardes sont tendus, ce qui met Colli, général du Saint-Empire commandant une armée étrangère, dans une situation difficile, obligé de servir deux maîtres.
Au printemps 1796, l'empereur François II nomme un ami de Colli, le brabançon Jean-Pierre de Beaulieu, commandant en chef de l'armée impériale  du Piémont. Cependant, les deux alliés se montrent incapables de mettre en œuvre une stratégie cohérente, ce que certains auteurs expliquent par des instructions secrètes du gouvernement impérial à Beaulieu de ne pas faire confiance aux forces sardes. Lorsque Beaulieu lance une attaque à l'extrême droite du dispositif français, Bonaparte se porte immédiatement entre les armées impériales et sardes. Après avoir disloqué et rejeté vers le nord-est l'armée impériale à Montenotte, le général français se retourne vers ce qu'il reste de l'armée sarde sous les ordres de Colli. L'arrière-garde sarde est accrochée à Ceva (en) et à San Michele Mondovi, puis, lors de la bataille de Mondovi, le 21 avril, l'armée française écrase son ennemi.
En signant l'armistice de Cherasco le 28 avril, le roi Victor-Amédée III de Sardaigne se sépare de la Première Coalition. Colli est alors relevé de ses obligations et prend le commandement d'une division de l'armée de Beaulieu. Menant la retraite des troupes du flanc nord via Milan et Cassano d'Adda, il ne participe pas à la bataille de Lodi, mais commande la gauche de Beaulieu à Borghetto fin mai. Il quitte l'armée impériale en Italie en même temps que Beaulieu, remplacé début juin par le général Wurmser.
Colli prend alors le commandement de l'armée des États pontificaux mais est battu à la bataille de Faenza le 3 février 1797 par Victor, ce qui force le pape Pie VI à demander la paix. Après un passage au sein de l'armée napolitaine, il est de 1804 à 1807 diplomate pour l'empire d'Autriche, récemment créé, auprès du royaume d'Étrurie. Il meurt à Florence le 22 décembre 1808.